# Mosquée Nabi Habeel
 (février 2024).
Si vous disposez d'ouvrages ou d'articles de référence ou si vous connaissez des sites web de qualité traitant du thème abordé ici, merci de compléter l'article en donnant les références utiles à sa vérifiabilité et en les liant à la section « Notes et références ».
La mosquée de Nabi Habeel, en arabe : مسجد النبي هابيل, est une mosquée de Syrie où Abel serait enterré. Elle se trouve dans les montagnes au nord-ouest de Damas, près de Zabadani. Elle a été construite en 1599 par le wali ottoman Ahmed Pacha (en). 

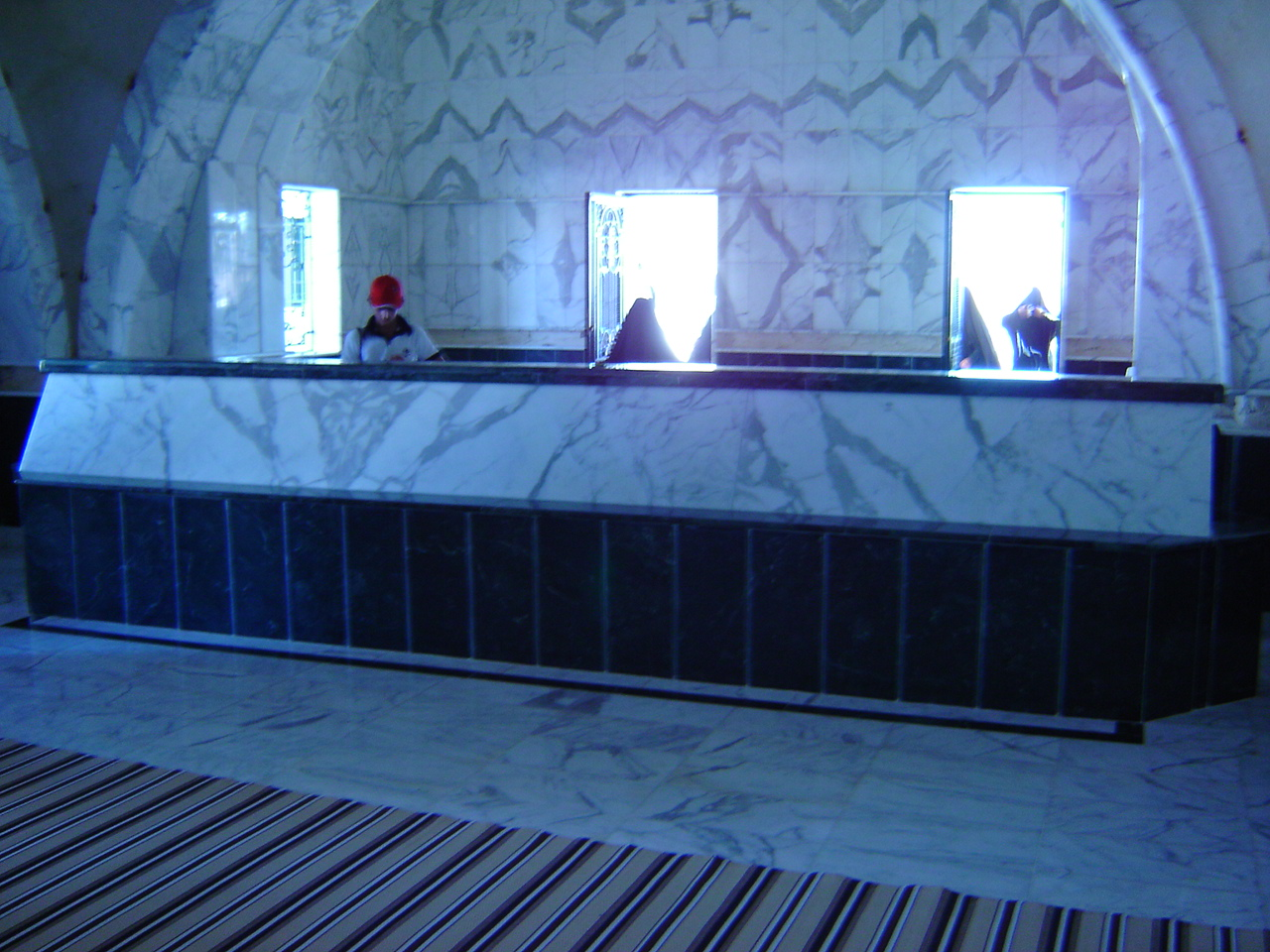
Tombeau d'Abel dans la mosquée.